# Zesde Tibetaanse Rite
De Zesde Tibetaanse Rite (van Verjonging) is een yoga-achtige oefening en een toevoeging aan de Vijf Tibetanen. Deze rite is voor het eerst beschreven door Peter Kelder en in 1992 naar het Nederlands vertaald onder de titel Fontein der Jeugd. Kelder noemt de zesde rite ook wel de Bekroningsrite.
Deze rite neemt een bijzondere plaats in na de andere vijf rites. De zesde rite dient onder andere pas uitgevoerd te worden, wanneer het lichaam - na bijvoorbeeld enkele weken of maanden - met de eerste vijf rites in goede vorm is gebracht. Verder brengt de rite de seksuele extase in, binnen een instrumenteel kader. In het boek van Kelder wordt in eerste instantie aangegeven dat de zesde rite alleen voor mannen geschikt zou zijn. Hij komt daar later op terug, nadat hij van ervaringen van vrouwen heeft gehoord dat het ook voor hen mogelijk is en baat heeft.
Op een moment wanneer het lichaam zich in een seksuele opwinding bevindt, kan de zesde rite worden uitgevoerd: hierbij staat men rechtop en wordt alle lucht uit de longen geblazen. In deze uitademing wordt een buiging naar voren gemaakt, waarbij de handen op de knieën komen te rusten en het laatste restje lucht uit de longen wordt geperst. Dan komt men met lege longen weer overeind, waarbij de handen op de heupen worden gedrukt, zodat de schouders omhoog worden geduwd. Hierbij wordt de buik zo veel mogelijk naar binnen ingetrokken en wordt de borst naar boven geduwd. Deze houding wordt zo lang mogelijk vastgehouden en daarna wordt door de neus ingeademd totdat de longen vol zijn en wordt door de mond weer uitgeademd. Hierbij hangen de armen ontspannen langs het lichaam. Na enkele in- en uitademingen wordt de oefening nogmaals herhaald, waarbij driemaal meestal voldoende zouden moeten zijn om de seksuele energie van de onderste chakra naar het bovenste chakra omhoog te stuwen.
Als afzonderlijke rite, wordt de zesde rite ook geen 21 keer per dag uitgevoerd, maar slechts op momenten wanneer de omstandigheden daarvoor juist zijn. De Zesde Tibetaanse Rite gaat ervan uit dat de seksuele energie in het lichaam zodanig wordt gekanaliseerd dat deze energie uit de chakra van het geslachtsorgaan door alle chakra's van het lichaam heen naar boven wordt gestuwd, waardoor het gehele lichaam aan kracht zou gaan toenemen. De zesde rite kan daarom ook alleen uitgevoerd worden, wanneer er grote seksuele drang wordt gevoeld in het lichaam. Zonder de seksuele energie heeft de rite volgens het boek van Kelder geen enkel nut. Voor de lama's in het boek betekende dit dan ook dat er voor de uitoefening van alle rites een celibatair leven noodzakelijk was, om de volledige verjonging van het lichaam mogelijk te maken.
De seksuele behoefte is daarmee na de uitvoering ook verdwenen. Het boek geeft daarom ook aan, dat met het geregeld uitvoeren van de rite, men een inperking van het leven zou moeten accepteren.
Deze rite heeft veel overeenkomsten met de activerende ademhaling uit de kriya yogaleer van Goswami Kriyananda. Deze ademhaling wordt staand uitgevoerd, terwijl de handen op de heupen liggen. Het hoofd is naar links gedraaid en de mond is wijd opengesperd. In deze houding wordt er krachtig uitgeademd. De erop volgende inademing is diep en gaat door de neus, terwijl het hoofd naar voren wordt gebracht. Wanneer de longen gevuld zijn, worden alle spieren zodanig aangespannen dat ze licht trillen.